# Síndrome de Rabson-Mendenhall
A síndrome de Rabson-Mendenhall é uma doença genética extremamente rara caracterizada pela resistência severa à insulina. Os sintomas iniciais incluem anormalidades da cabeça e do rosto (região craniofacial), anormalidades dos dentes e das unhas e anormalidades cutâneas, como acantose nigricans, distúrbios da pele caracterizados por coloração anormalmente aumentada (hiperpigmentação) e espessamento "aveludado" (hiperqueratose) da pele, particularmente das regiões de dobra da pele, como no pescoço, na virilha e sob os braços. Na maioria dos casos, estão presentes sintomas adicionais. É herdada como uma característica autossômica recessiva.

## Sintomas
Os sintomas da síndrome de Rabson-Mendenhall variam muito de pessoa para pessoa. Alguns indivíduos podem ser afetados de forma mais severa do que outros. A doença pode causar complicações potencialmente fatais durante a infância ou a adolescência. Os indivíduos afetados não terão todos os sintomas listados abaixo. Os indivíduos afetados ou os pais das crianças afetadas devem conversar com seus médicos e equipe médica sobre seu caso específico e sintomas associados. Pode se tornar aparente durante o primeiro ano de vida ou no início da infância. Os sintomas iniciais incluem a falta de crescimento, anormalidades dos dentes e das unhas, incluindo erupção precoce dos dentes, dentes anormalmente grandes (macrodontia), dentes irregulares e aglomerados e unhas espessadas. Os indivíduos com síndrome de Rabson-Mendenhall também podem ter uma aparência facial grosseira e prematuramente envelhecida com um maxilar anormalmente proeminente (prognantismo). Os indivíduos afetados também têm ouvidos anormalmente grandes, lábios cheios e uma língua sulcada.
Sintomas adicionais associados à síndrome de Rabson-Mendenhall podem incluir inchaço abdominal (distensão) e aumento anormal do clitóris nas fêmeas e no pênis nos machos. Indivíduos afetados podem experimentar crescimento excessivo de cabelo (hipertricoses) e algumas fêmeas podem apresentar um padrão masculino de crescimento do cabelo (hirsutismo). A deficiência ou a ausência de tecido adiposo também podem estar presentes. Alguns indivíduos podem atingir a puberdade em uma idade anormalmente precoce. A baixa estatura é uma característica adicional que também pode ser observada. Raramente, indivíduos com síndrome de Rabson-Mendenhall podem ter uma glândula pineal anormalmente grande (hiperplasia pineal). A glândula pineal é um minúsculo órgão no cérebro que secreta melatonina, um hormônio que ajuda a regular ciclos de sono e metabolismo e está envolvido com certos aspectos do desenvolvimento sexual. 
Como os indivíduos com a síndrome de Rabson-Mendenhall não conseguem usar insulina corretamente, podem sofrer níveis anormalmente elevados de açúcar no sangue (hiperglicemia) depois de comerem uma refeição (pós-prandial) e níveis de açúcar no sangue anormalmente baixos (hipoglicemia) quando não estão comendo. Junto com os altos níveis de açúcar no sangue depois de comer e açúcares sanguíneos baixos freqüentes no estado de jejum, o nível de insulina no sangue será bastante elevado. A maioria dos indivíduos com síndrome de Rabson-Mendenhall também possui anormalidades que afetam os rins, como nefrocalcinose.

## Causas
A síndrome é herdada como um traço autossômico recessivo com expressividade variável, o que significa que os achados físicos e os sintomas associados ao transtorno variam muito em gravidade de uma pessoa para outra. Determina-se que a síndrome de Rabson-Mendenhall pode ser causada por alterações (mutações) do gene do receptor de insulina. Os receptores de insulina são estruturas moleculares nas superfícies de certas células "alvo" que se ligam à insulina, provocando a resposta celular. Na síndrome de Rabson-Mendenhall, as mutações do gene do receptor de insulina resultam em um número reduzido ou uma estrutura alterada de receptores de insulina. Isso resulta em ligação reduzida com insulina ou anormalidades da via pós-receptor, com uma resposta prejudicada à insulina dentro das células direcionadas.

## Tratamento
Não existe um tratamento específico para indivíduos com síndrome de Rabson-Mendenhall. O tratamento da doença é direcionado para os sintomas específicos que são evidentes em cada indivíduo (por exemplo, cirurgia pode ser realizada para tratar ovários císticos ou anormalidades dentárias). Os indivíduos afetados podem receber altas doses de insulina ou sensibilizadores de insulina, mas, na maioria dos casos, esta terapia, em última instância, prova ser mal sucedida. O tratamento pode exigir os esforços coordenados de uma equipe de especialistas. Pediatras, cirurgiões, especialistas dentários e outros profissionais de saúde podem precisar planejar sistematicamente e de forma abrangente o tratamento de uma criança afetada. O aconselhamento genético pode ser benéfico para os indivíduos afetados e suas famílias. 